# Esther Strauß
Esther Strauß (auch Esther Strauss; * 1986 in Zams in Tirol) ist eine österreichische bildende Künstlerin, Performancekünstlerin und Sprachkünstlerin.

## Leben
Esther Strauß studierte von 2004 bis 2005 am Journalistenkolleg in Salzburg, danach von 2005 bis 2011 Malerei und Kulturwissenschaften an der Kunstuniversität Linz und Performance an der Universität Bristol. Sie präsentierte ihre Arbeiten in Form von Performances und Ausstellungen im Sigmund-Freud-Museum London, im Perdu Amsterdam, in der Fabbrica del Vapore Mailand und in der Albertina Wien. Die Künstlerin wurde mehrfach ausgezeichnet, u. a. 2006 mit dem Tiroler Jugendliteraturpreis für das Hörspiel Dinkelbrot mit Käse und Gurken, 2018 mit dem Lentos Award, 2020 mit dem Theodor-Körner-Preis, 2021 mit dem Staatsstipendium für Bildende Kunst, 2022 mit dem Paul-Flora-Preis und 2024 mit dem RBL-Kunstpreis.
Seit 2015 unterrichtet Esther Strauß Sprachkunst an der Kunstuniversität Linz. Seit 2017 ist sie Mitglied der Künstlerinnen Vereinigung Tirol. Die Künstlerin lebt und arbeitet in Wien, Linz, London und Innsbruck.

## Künstlerische Tätigkeit
In ihrer Arbeit fokussiert sich Strauß auf Themen wie Erinnerung, Leben und Tod, Schuld, Verantwortung, Ethik und Moral. In ihren Werken ist das Verborgene genauso wichtig wie das Sichtbare. Sie beschäftigt sich mit Fragen zum Nationalsozialismus und dessen Auswirkungen bis in die Gegenwart. Auch ihre eigene Familiengeschichte hinterfragt sie kritisch. Sie nutzt die Medien Fotografie, Installation, Performance und Literatur.
Für ihre Arbeit Probeliegen hob sie 2016 das Grab ihres Großvaters mit den Händen aus und verbrachte eine Nacht in seiner Erde in einem eigens dafür angefertigten Bett in einer Galerie.
2019 nahm Strauß den Namen Marie Blum an, den Namen eines Mädchens, das im KZ Auschwitz-Birkenau drei Tage nach ihrer Geburt ermordet wurde. Strauß trug diesen Namen ein Jahr lang offiziell, um dem Mädchen durch diese Handlung eine Stimme, ein Leben zu geben und Marie Blum ein Denkmal zu setzen. Strauß verknüpft dadurch historische Ereignisse mit der Gegenwart.
2024 konzipierte Esther Strauß für die Ausstellung DonnaStage im Linzer Mariendom die Holzskulptur Crowning. Das Kunstwerk zeigte die gebärende Maria und sollte zur Diskussion der Geschlechterrollen in der katholischen Kirche anregen. Von einigen Gegnern der bildlichen Darstellung der Geburt Jesu wurde die Entfernung der Figur gefordert. Diese Forderung wurde nicht erfüllt. Bislang unbekannte Täter sägten den Kopf der Marienfigur ab und entwendeten diesen.
Im gleichen Jahr hatte Esther Strauß ihre erste institutionelle Personale, Kindeskinder im Taxispalais – Kunsthalle Tirol. In den gezeigten Arbeiten, einem Querschnitt durch ihr bisheriges Schaffen und neuen Werken, setzte sie sich unter anderem mit ihrer Herkunft und dem Thema Geburt auseinander. Sie stellte das Geburtskleid aus, das sie selbst bei der Niederkunft ihres Sohnes getragen hatte und auf dem die Spuren der Geburt (Körperflüssigkeiten) sichtbar sind.

## Auszeichnungen
- 2005: 1. Preis beim Redewettbewerb „Mauthausen – und heute?“
- 2006: Tiroler Jugendliteraturpreis[13]
- 2014: RLB-Förderpreis
- 2016: Hilde-Zach-Stipendium[14]
- 2018: Förderpreis für zeitgenössische Kunst Land Tirol
- 2018: Kunstpreis Lentos Freunde[15]
- 2020: Theodor-Körner-Preis für Bildende Kunst und Kunstfotografie[2]
- 2021: Staatsstipendium Bildende Kunst
- 2022: Paul-Flora-Preis, Land Tirol[16]
- 2024: RLB-Kunstpreis[17]